# 가리와촌
가리와촌(일본어: 刈羽村)은 일본 니가타현 가리와군의 촌이다.

## 지리
관할 지역이 두 곳으로 분리되어 있다. 2005년 5월 1일에 가시와자키시가 가리와군 니시야마정을 편입해 가시와자키시에 둘러싸여 있다.

## 역사
- 1901년 11월 1일 - 정촌 합병으로 가리와촌이 탄생하였다.

## 교통

### 철도
- 동일본 여객철도 에치고선

### 도로
- 호쿠리쿠 자동차도
- 국도 8호선
- 국도 116호선
- 국도 352호선